# Нел
„Нел“ (на английски: Nell) е драма от 1994 г. по пиесата на Марк Хендли „Идиоглосия“. Във филма участват Джоди Фостър, Лиъм Нийсън и Наташа Ричардсън.
Нел е разказ за млада жена, отгледана от майка си в отдалечена и изолирана местност. Тя говори неразбираем език, който по-късно се оказва подобен на английския.
За ролята си Фостър е номинирана за Оскар и Златен глобус за най-добра актриса.